# Hardangerfiedel

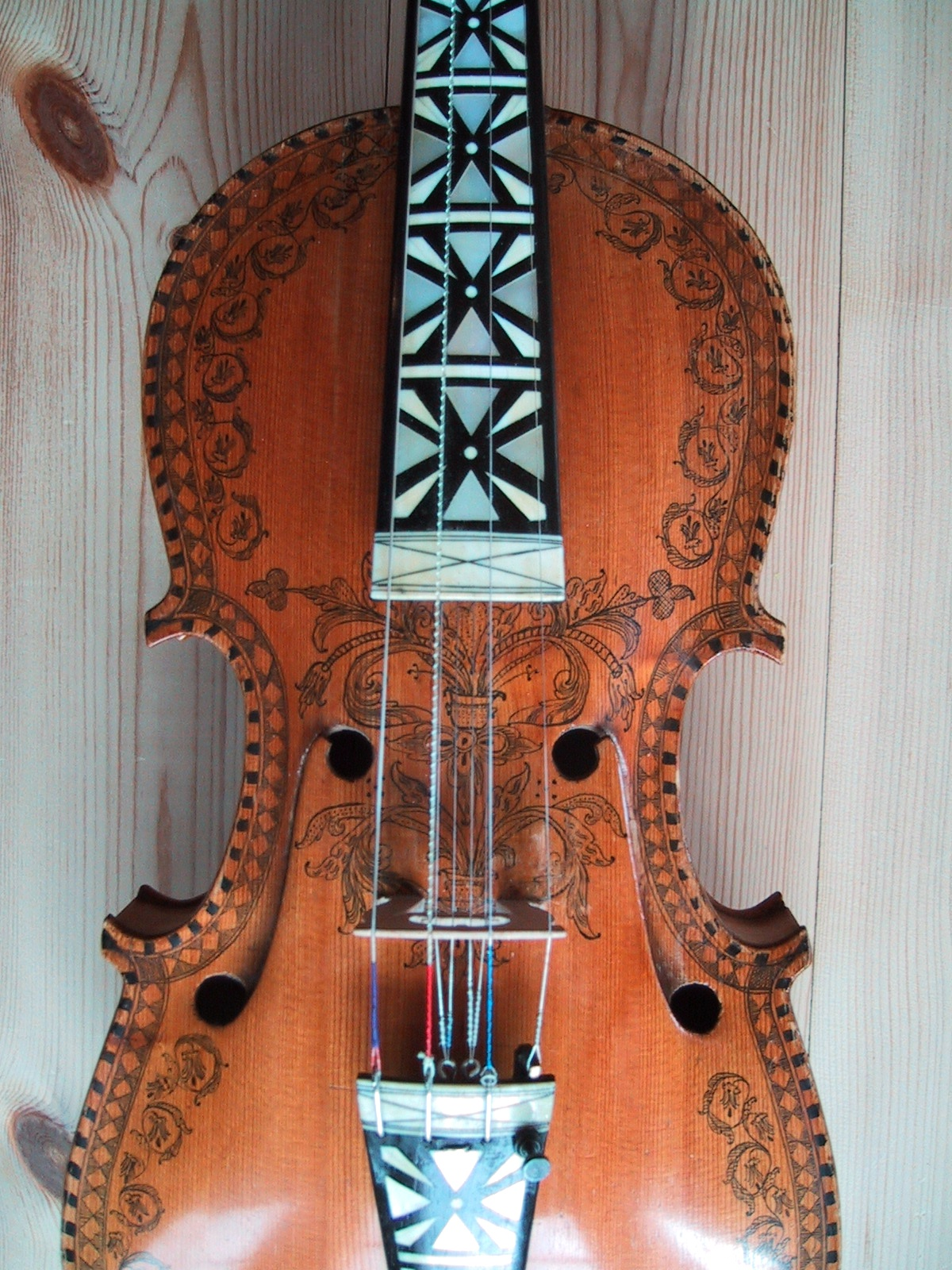
Hardangerfiedel

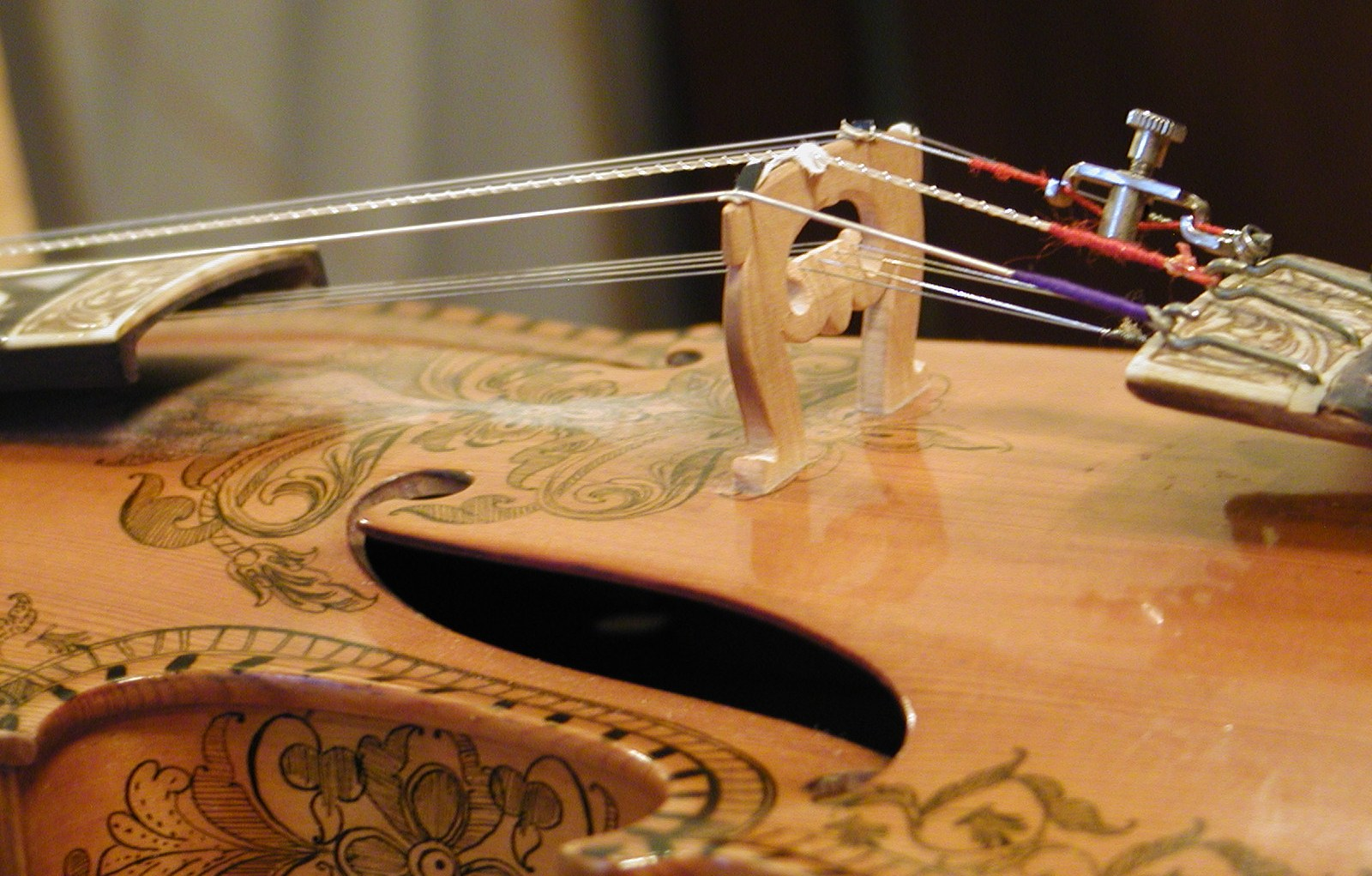
Detailansicht des Steges mit Resonanzsaiten

Die Hardangerfiedel (norweg. hardingfele) ist eine der Violine ähnliche Kastenhalslaute, die vor allem in der Volksmusik im Süden Norwegens verwendet wird. Benannt ist das Instrument nach der Region Hardanger. 

## Bauform
Die Hardangerfiedel hat eine flache Decke und besitzt neben den vier Spielsaiten, die gestrichen werden, noch weitere Resonanzsaiten aus Stahl oder Messing, die wie bei der Viola d’amore unter dem Griffbrett verlaufen und durch separate Öffnungen im Steg geführt werden. Die Stimmung variiert, häufig trifft man auf Instrumente, die auf h – e′ – h′ – fis″ gestimmt werden; verbreitet ist aber auch die normale Violinstimmung bzw. bei dieser das Herunterstimmen der G-Saite auf d. Charakteristisch ist der flache, niedrige Steg, der es erlaubt, bis zu drei Saiten gleichzeitig zu streichen. Moderne Instrumente werden z. T. auch mit fünf Spielsaiten gebaut (e, h, e′, h′, fis″).
Die älteste erhaltene Hardangerfiedel, die kleiner als heutige Instrumente ist, stammt von 1651 und wurde vom Lehnsherren Ole Jonsen Jaastad (1621–1694) aus Ullensvang hergestellt. Im Hardanger Folkmuseum Utne befindet sich ein Instrument aus dem Jahr 1764. Im 18. Jahrhundert wurde die Hardangerfiedel vom Fiedelbauer Isak Nielsen Botnen (1669–1759) und dessen Sohn Trond Isaksen Flatebø (1713–1772) popularisiert.

## Spielweise
Obwohl vorrangig ein Instrument der Volksmusik, wurde die Hardangerfidel vereinzelt auch in der klassischen Konzertmusik verwendet. Besonders erwähnenswert sind hier die zwei Konzerte für Hardangerfiedel und Orchester des norwegischen Komponisten Geirr Tveitt. 
Edvard Grieg nutzte für seine Kompositionen das volksmusikalische Repertoire der Hardangerfiedel und der Bordunzither Langeleik, so basiert das Klavierstück Norwegische Bauerntänze (Slåtter) auf Transkriptionen der Stücke Knut Dahles (1834–1921), eines berühmten Hardanger-Spielers. Auch das Hauptthema von Griegs berühmtem Klavierkonzert soll seine Wurzeln in einer Version der Fanitullen-Melodie haben. 
Ein bis heute bekannter Hardangerfiedel-Spieler war Torgeir Augundsson (1801–1872). Karl Seglem (* 1961) ist ein Saxophonist im Bereich Ethno-Jazz, der auch Hardangerfiedel spielt. Benedicte Maurseth (* 1983) ist eine Hardangerfiedelspielerin und Sängerin traditioneller Volkslieder.
In der Filmmusik zur Herr-der-Ringe-Verfilmung schrieb der Komponist Howard Shore das Rohan-Thema für Hardangerfiedel. 
In Norwegen findet jährlich das Musikfestival Landskappleik statt, bei dem auch die Hardangerfiedel regelmäßig zum Einsatz kommt.
Die Kommune Granvin in der Landschaft Hardanger hat das Instrument im Wappen.